# Luca Castellazzi
Luca Castellazzi (ur. 19 lipca 1975 w Gorgonzoli) – włoski piłkarz występujący na pozycji bramkarza.

## Kariera klubowa
Castellazzi karierę rozpoczynał w Monzy, w której zawodnikiem przez 6 lat. W międzyczasie w sezonie 1994/95 przeżył epizod w Varese na wypożyczeniu. Po powrocie z wypożyczenia został pierwszym bramkarzem zespołu. W kolejnym sezonie Castellazzi przeniósł się do Padovy, gdzie spędził 3 lata i wystąpił w 57 meczach. Następnym etapem w jego karierze był pobyt w Pescarze, gdzie rozegrał zaledwie 3 spotkania.

### Brescia
W latach 1999–2005 był zawodnikiem Brescii, gdzie zadebiutował 21 stycznia 2001 przeciwko Vicenzy. Razem z Biancoazzurrimi świętował po roku awans do Serie A. Sezon 2000/01 zakończył jako podstawowy bramkarz zespołu, ale w następnym stracił swą pozycję na rzecz Mattea Sereniego. Po tym sezonie Luca został wypożyczany, kolejno do Regginy i Catanii. Dla zespołu Amaranto począwszy od debiutu 15 września 2002 r. w meczu z S.S. Lazio rozegrał w sumie 14 meczów, a dla Rossazzurrich 18. Po powrocie do Brescii regularnie występował w pierwszej jedenastce prócz okresu od 4 do 23 kolejki Serie A w sezonie 2004/05, gdy przegrywał rywalizacje z Federikiem Agliardim. Etap gry w Brescii zamknął się dla Castellazziego 54 spotkaniami ligowym.

### Sampdoria
W lecie 2005 roku trafił do Sampdorii z wolnego transferu, podpisując dwuletni kontrakt. W drużynie z Genui spędził swe najlepsze lata w karierze będąc najpierw zmiennikiem Francesca Antoniollego, by później zostać podstawowym bramkarzem klubu. Debiutował w zespole Blucerchiatich w meczu Pucharu UEFA ze Steauą. Pierwszy mecz dla Dorii w Serie A rozegrał 12 lutego 2006 r. z Messiną. Jego mocna pozycja utrzymywała się aż do 2009 r., gdy odniósł kontuzję i jego absencję wykorzystał Marco Storari, który nie oddał Luce miejsca w bramce. W lutym w sytuacji, gdy do wygaśnięcia kontraktu pozostało mu 4 miesiące, podpisał wstępną umowę z Interem. Dla Blucerchiatich rozegrał 101 spotkań w Serie A.

### Inter
17 czerwca 2010 roku podpisał dwuletni kontrakt z Interem Mediolan w którym miał zapełnić lukę po kończącym karierę rezerwowym bramkarzu Nerazzurrich Francescu Toldzie, co udanie zrealizował. 29 sierpnia 2010 wystąpił pierwszy raz w rozgrywkach Ligi Mistrzów w spotkaniu z Werderem. Debiut w barwach Il Biscione w Serie A miał miejsce 29 października. w pierwszych dwóch latach grał dużo, ponieważ Julio Cesar cierpiał na kontuzje. W maju 2012 r. przedłużył umowę z Interem do czerwca 2014 r., która pozwala mu na 0,5 mln euro rocznie pensji. Trzeci sezon był dla niego nieudany z powodu kontuzji. W ostatnim sezonie pełnił rolę trzeciego bramkarza, gdyż pierwszym rezerwowym został Juan Pablo Carrizo.

## Życie prywatne
Castellazzi nie używa żadnych portali społecznościowych.

## Sukcesy
- Superpuchar Włoch: 2010,
- Klubowe Mistrzostwo Świata: 2010,
- Puchar Włoch: 2011.

## Statystyki
| Klub           | Sezon             | Kraj              | Rozgrywki         | Mecze | Bramki | Asysty | Gole wpuszczone | Czyste konto |
| -------------- | ----------------- | ----------------- | ----------------- | ----- | ------ | ------ | --------------- | ------------ |
| AC Monza       | 1993/1994         | Włochy            | Serie B           | 0     | 0      | 0      | 0               | 0            |
| AS Varese      | 1994/1995         | Włochy            | Serie C2          | 18    | 0      |        |                 |              |
| AC Monza       | 1995/1996         | Włochy            | Serie C1          | 32    | 0      |        |                 |              |
| Calcio Padova  | 1996/1997         | Włochy            | Serie B           | 17    | 0      |        |                 |              |
| Calcio Padova  | 1997/1998         | Włochy            | Serie B           | 22    | 0      |        |                 |              |
| Calcio Padova  | 1998/1999         | Włochy            | Serie C1          | 18    | 0      |        |                 |              |
| Calcio Padova  | Razem             | Włochy            |                   | 57    | 0      | 0      | 0               | 0            |
| Pescara Calcio | 1998/1999         | Włochy            | Serie B           | 3     | 0      |        |                 |              |
| Brescia Calcio | 1999/2000         | Włochy            | Serie B           | 11    | 0      |        |                 |              |
| Brescia Calcio | 2000/2001         | Włochy            | Serie A           | 9     | 0      | 0      | 15              | 0            |
| Brescia Calcio | 2001/2002         | Włochy            | Serie A           | 34    | 0      | 0      | 52              | 10           |
| Reggina Calcio | 2002/2003         | Włochy            | Serie A           | 14    | 0      | 0      | 25              | 0            |
| Catania Calcio | 2002/2003         | Włochy            | Serie B           | 18    | 0      |        |                 |              |
| Brescia Calcio | 2003/2004         | Włochy            | Serie A           | 14    | 0      | 0      | 29              | 1            |
| Brescia Calcio | 2004/2005         | Włochy            | Serie A           | 38    | 0      | 0      | 54              | 8            |
| Brescia Calcio | Razem             | Włochy            | Serie A           | 106   | 0      | 0      | 150             | 19           |
| UC Sampdoria   | 2005/2006         | Włochy            | Serie A           | 3     | 0      | 0      | 5               | 1            |
| UC Sampdoria   | 2006/2007         | Włochy            | Serie A           | 26    | 0      | 0      | 34              | 7            |
| UC Sampdoria   | 2007/2008         | Włochy            | Serie A           | 26    | 0      | 0      | 32              | 1            |
| UC Sampdoria   | 2008/2009         | Włochy            | Serie A           | 27    | 0      | 0      | 36              | 6            |
| UC Sampdoria   | 2009/2010         | Włochy            | Serie A           | 19    | 0      | 0      | 26              | 5            |
| UC Sampdoria   | Razem             | Włochy            | Serie A           | 101   | 0      | 0      | 133             | 20           |
| Inter Mediolan | 2010/2011         | Włochy            | Serie A           | 14    | 0      | 0      | 19              | 1            |
| Inter Mediolan | 2011/2012         | Włochy            | Serie A           | 7     | 0      | 0      | 11              | 1            |
| Inter Mediolan | 2012/2013         | Włochy            | Serie A           | 2     | 0      | 0      | 3               | 1            |
| Inter Mediolan | 2013/2014         | Włochy            | Serie A           | 0     | 0      | 0      | 0               | 0            |
| Inter Mediolan | Razem             | Włochy            | Serie A           | 23    | 0      | 0      | 33              | 3            |
|                | Łącznie w Serie A | Łącznie w Serie A | Łącznie w Serie A | 207   | 0      | 0      | 341             | 42           |
| Ogółem         | Ogółem            | Ogółem            | Ogółem            | 372   | 0      | 0      | 341             | 42           |